# Z Canis Majoris

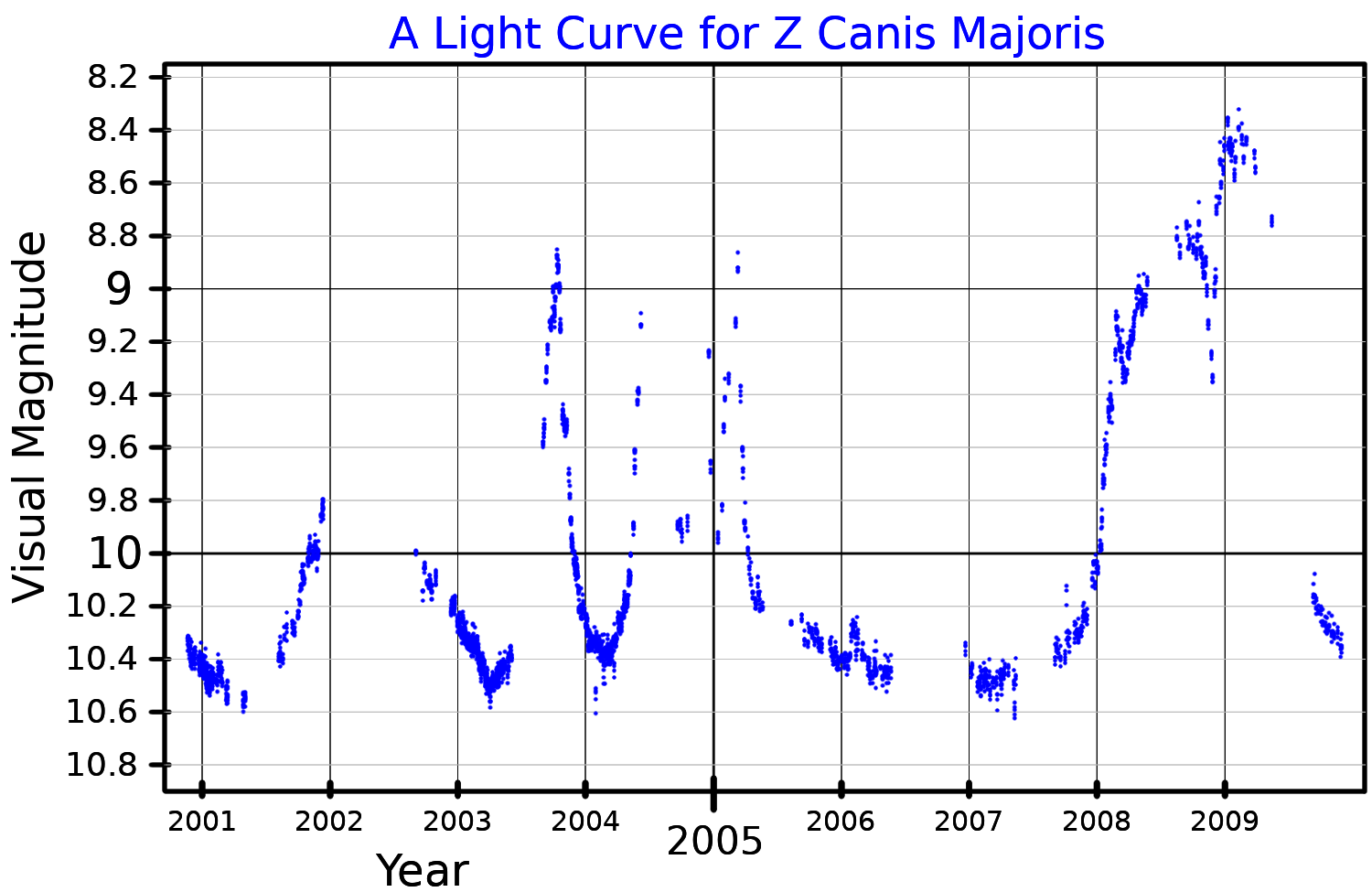

Z Canis Majoris (Z CMa / HD 53179 / HIP 34042) es un sistema estelar de magnitud aparente +9,85 en la constelación del Can Mayor. Se encuentra a una distancia estimada de 3000 años luz respecto al sistema solar.
Z Canis Majoris en un sistema binario de tipo espectral B8 resuelto por interferometría de moteado en el infrarrojo cercano en 1991.
Consiste en dos estrellas muy jóvenes de sólo 50.000 años de edad.
Una de las componentes es una estrella Herbig Ae/Be con una masa estimada 12 veces mayor que la masa solar.
Es 2400 veces más luminosa que el Sol y se halla rodeada por una envoltura de polvo.
La segunda componente es una estrella FU Orionis de 3 masas solares.
Tiene una temperatura efectiva de 10 000 K y su luminosidad es 1300 veces mayor que la luminosidad solar. Su radio es 13 veces más grande que el de Sol.
Ambos objetos están rodeados por discos de acreción activos.
Las propiedades de estos discos son difíciles de evaluar, pues tampoco se puede descartar la existencia de un único disco rodeando a ambas estrellas.
Asumiendo un único disco en torno a la estrella Herbig Ae/Be, la masa de éste puede ser de ~ 7 × 10-4 masas solares; además, los modelos predicen un tamaño máximo de ~ 1 cm para los granos de polvo.
Su forma podría ser la de un toroide con un radio interno de 2000 UA y un radio externo de 5000 UA. Su inclinación sería de 30° desde nuestra línea de visión.
Asociado al sistema binario hay un «jet» gigante del tamaño de un pársec. Observaciones de polarimetría muestran que el ángulo de posición de la polarización óptica lineal es perpendicular al eje del jet; ello significa que la luz escapa de la envoltura de la estrella Herbige Ae/Be por cavidades alineadas con dicho eje y es entonces dispersada hacia la línea de visión del observador. Recientemente el sistema experimentó el estallido más grande de los últimos 90 años.